# 东姚庄樊紫微碑楼
东姚庄樊紫微碑楼位于中国山西省运城市临猗县三管镇东姚庄村。
2021年8月4日，东姚庄樊紫微碑楼公布为第六批山西省文物保护单位，古建筑类，年代为清，编号6-276。